# Spot (illuminotecnica)

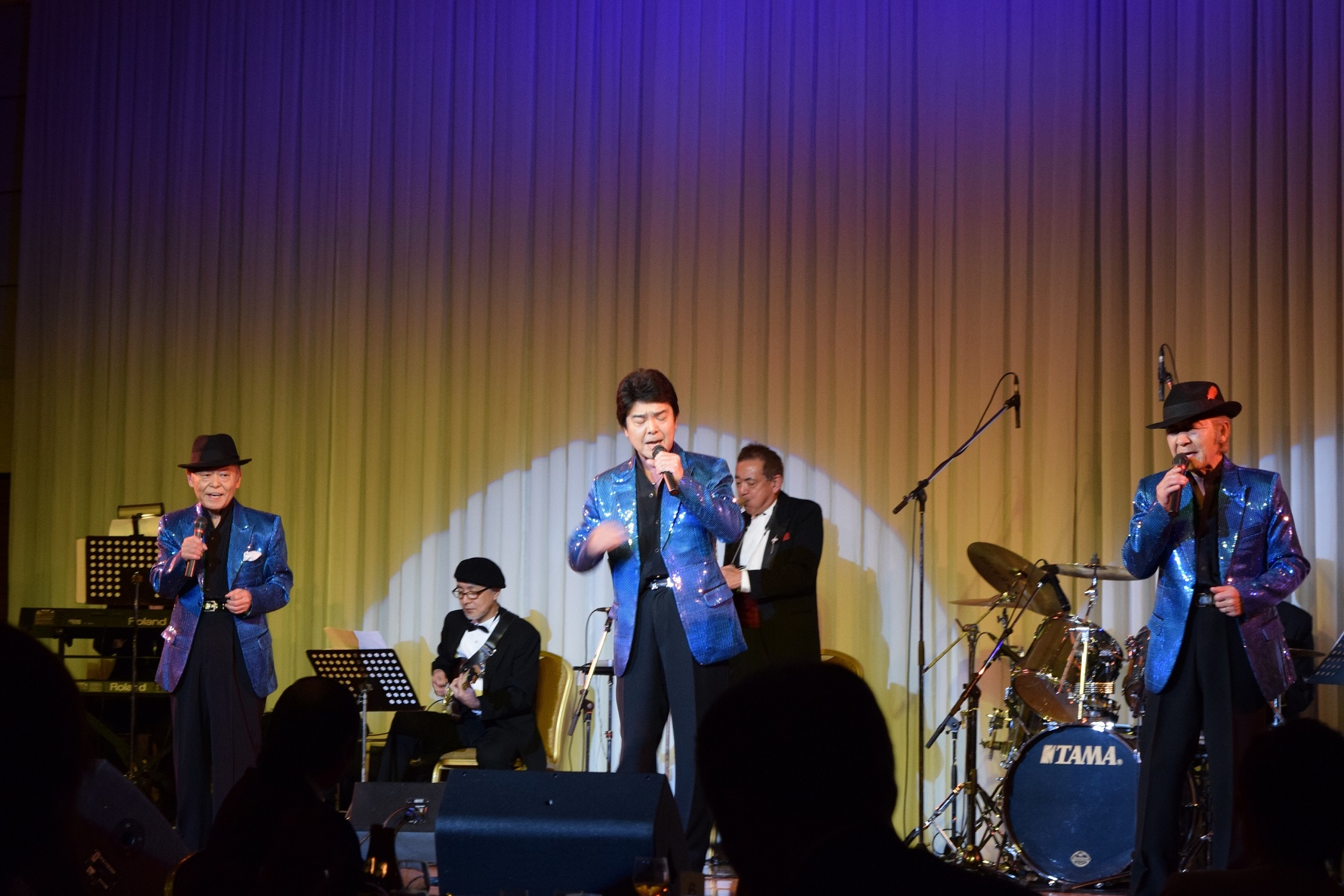
Concerto

I fari e faretti definiti spot sono quelli che producono una figura luminosa a "macchia" più o meno definita. Si differenziano quindi dagli illuminatori definiti wash, che invece emettono un ampio fascio luminoso in grado di "lavare", o illuminare, una grande ed ampia superficie uniformemente , ed ancora si differenziano dagli illuminatori beam i quali emettono un raggio di luce con un angolo estremamente stretto e concentrato che si propaga nello spazio senza quasi allargarsi progressivamente.
La denominazione faro o faretto spot cambia leggermente a seconda del gergo e dalle consuetudini dell'ambiente in cui viene utilizzato, ma restano comunque imprescindibili le caratteristiche che lo distinguono da altri illuminatori: la capacità di emettere una figura luminosa a "macchia" relativamente stretta e controllata.
Nel gergo teatrale viene chiamato spot il classico faro teatrale dotato di lente e carrello per la regolazione dell'apertura fascio luminoso; i riflettori teatrali spot possono a loro volta essere chiamati in gergo "PC" o "Fresnel" a seconda del tipo di lente montata frontalmente: una lente piano-convessa o una lente di Fresnel. Queste due lenti differiscono fra loro per la gradualità e la morbidezza del fasci di luce emesso. Nella illuminazione artistica uno spot è un faretto dall'angolo di emissione sufficientemente stretto e controllato da permetterne l'uso come illuminatore d'accento su opere o particolari di interesse.